# Eugen Neuscheler
Eugen Neuscheler (* 10. November 1898 in Rommelsbach; † 16. Juli 1985 in Tübingen) war ein deutscher Historiker und Bibliothekar.

## Wirken
Eugen Neuscheler studierte Geschichte, Germanistik und Anglistik an der Eberhard-Karls-Universität Tübingen und promovierte dort 1926 bei dem Mittelalterhistoriker Johannes Haller mit einer Arbeit über „Die Klostergrundherrschaft Bebenhausen“. Sein Staatsexamen für das Lehramt an Gymnasien legte er 1927 ab. Ein Jahr später (1928) trat er als Bibliotheksreferendar an der Universitätsbibliothek Tübingen in die Ausbildung für den höheren Bibliotheksdienst ein, die Fachprüfung hierzu absolvierte er 1931. Bis zum Eintritt in den Ruhestand im Jahre 1964 war Neuscheler als Bibliothekar und Fachreferent an der Universitätsbibliothek Tübingen tätig. Unter anderem beschäftigte er sich intensiv mit der Erschließung der zahlreichen lateinischen Handschriften dieser Bibliothek. Zu seinen Aufgaben gehörte außerdem die Betreuung des Tübinger Universitätsarchivs, das bis zum Ausscheiden aus seinem Dienst Teil der Handschriftenabteilung der Universitätsbibliothek Tübingen war.

## Schriften
- Die Klostergrundherrschaft Bebenhausen. In: Württembergische Jahrbücher für Statistik und Landeskunde, Jg. 1928 (1929), S. 115–185 (Dissertation  Universität Tübingen).
- Zeitschriftenfragen. In: Zentralblatt für Bibliothekswesen, Jg. 49 (1932), S. 62–71.
- Generalregister zum 41. bis 50. Jahrgang des Zentralblatts für Bibliothekswesen 1924–1933. Harrassowitz, Leipzig 1935.
- Buch und Leben. In: Festschrift Georg Leyh. Aufsätze zum Bibliothekswesen und zur Forschungsgeschichte dargebracht zum 60. Geburtstage am 6. Juni 1937 von Freunden und Fachgenossen. Harrassowitz, Leipzig 1937, S. 381–387.
- Ammianus Marcellinus als Quelle für die Alemannengeschichte. In: Hans Bihl (Hrsg.): Beiträge zur Geschichte, Literatur und Sprachkunde vornehmlich Württembergs. [Festgabe für Karl Bohnenberger, Tübingen; zum 75. Geburtstag, 26. August 1938; dargebracht von Freunden, Kollegen und Schülern]. Mohr, Tübingen 1938, S. 15–39.
- Jeremias David Reuß. Oberbibliothekar, Professor der Gelehrtengeschichte 1750–1837. In: Schwäbische Lebensbilder. Bd. 1. Kohlhammer, Stuttgart 1940, S. 422–435.
- Verständnis der Geschichte. Johannes Haller zum Gedächtnis. In: Die Pforte. Zeitschrift für Kultur, Jg. 1 (1947/48), S. 817–821.
- (Bearb.): Neue Auslandsliteratur ausgestellt in der Universitätsbibliothek Tübingen, Sommer 1948. Ausstellungs-Katalog. Tübingen 1948.
- Gesamtsturz (Generalrevision) und Bestandszählung der Universitätsbibliothek Tübingen im März 1952. In: Nachrichten für wissenschaftliche Bibliotheken, Jg. 6 (1953), S. 70–78.
- Gedanken zum Geschichtsunterricht in der Volksschule. In: Die neue Landschule, Jg. 1954, August, S. 193–196.
- Raumplanung oder „Ziehen“ im Magazin. In: Zentralblatt für Bibliothekswesen, Bd. 70 (1956), S. 171–174.
- Die Pest im Haus des Astronomen Johann Stöffler zu Blaubeuren. In: Attempto, H. 19/20 (1965), S. 106–112.
- Repertorium zu den Beständen 1/1–6/24 (= Werkschriften des Universitätsarchivs Tübingen, Reihe 3, H. 1). Universitätsarchiv Tübingen 1965.
- Der Blasphemie-Prozeß gegen stud. theol. Hartmann Causius 1581. In: Attempto, H. 22 (1967), S. 68–76.
- Mehr als 3000 Lehrer sind aus dem Nürtinger Seminar hervorgegangen. Zur Geschichte des Lehrerseminars Nürtingen 1843–1935. Ein Rückblick zum 125. Jahrestag seiner Gründung. In: Nürtinger Zeitung, Jg. 1968, Nr. 138, 243 und 249.
- (mit Volker Schäfer): Regesten zum Bestand „Visitationsakten“. Teil 1: 6/25–28, 1520–1712. Teil 2: 6/29–30, 1690–1792 (= Werkschriften des Universitätsarchivs Tübingen, Reihe 3, H. 6 und H. 7). Universitätsarchiv Tübingen 1968.
- Die Vertreibung des Tübinger Historikers Reinhold Pauli 1866. In: Attempto, H. 29/30 (1968), S. 139–147 (mit Foto des Autors).